# Cristina D'Avena e i tuoi amici in TV 11
Cristina D'Avena e i tuoi amici in TV 11 è una raccolta della cantante Cristina D'Avena pubblicata nel 1998.

## Tracce
Testi di Alessandra Valeri Manera.
1. Beethoven (musica: Gianfranco Fasano)
2. I fantastici viaggi di Sinbad (musica: Gianfranco Fasano)
3. Ivanhoe (musica: Gianfranco Fasano)
4. Le redini del cuore (musica: Gianfranco Fasano)
5. Nel covo dei pirati con Peter Pan (musica: Gianfranco Fasano)
6. Tra le onde del lago incantato (musica: Gianfranco Fasano)
7. Space Goofs: vicini, troppo vicini (musica: Silvio Amato)
8. Un passo dopo l'altro sulle strade di Gesù (musica: Silvio Amato)
9. Ace Ventura (musica: Gianfranco Fasano)
10. Giù la maschera Duca Filippo (musica: Gianfranco Fasano)
11. Mummies Alive: quattro mummie in metropolitana (musica: Silvio Amato)
12. Rombi di tuono e cieli di fuoco per i Biocombat (musica: Silvio Amato)
13. Girovagando nel passato (musica: Vincenzo Draghi)
14. Re Artù, King Arthur (musica: Silvio Amato)
15. Una giungla di stelle per capitan Simian (musica: Silvio Amato)
16. Calimero (musica: Gianfranco Fasano)

## Interpreti e cori
- Cristina D'Avena – voce (tracce 1, 2, 4-10, 13, 16)
- Enzo Draghi – voce (n. 3, 11, 12, 14, 15)
- Pietro Ubaldi – voce aggiuntiva (traccia 1)
- I Piccoli Cantori di Milano – cori
- Laura Marcora – direzione cori